# Distribució de metalog

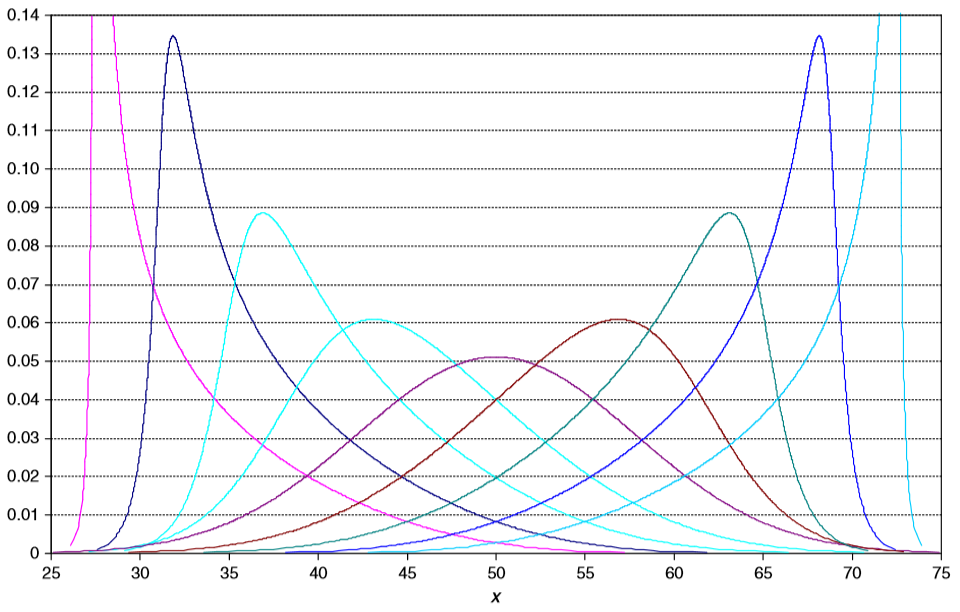
Distribucions de metalogs de tres termes.

La distribució de metalog és una distribució de probabilitat contínua flexible dissenyada per facilitar-ne l'ús a la pràctica. Juntament amb les seves transformacions, la família de metalogs de distribucions contínues és única perquè incorpora totes les propietats següents: flexibilitat de forma pràcticament il·limitada; una elecció entre distribucions il·limitades, semilimitades i limitades; facilitat d'ajustament a dades amb mínims quadrats lineals; equacions simples i de forma tancada de funció quantil (CDF inversa) que faciliten la simulació; un PDF senzill i tancat; i actualització bayesiana en forma tancada a la llum de noves dades. A més, com una sèrie de Taylor, les distribucions de metalog poden tenir qualsevol nombre de termes, depenent del grau de flexibilitat de forma desitjat i d'altres necessitats d'aplicació.

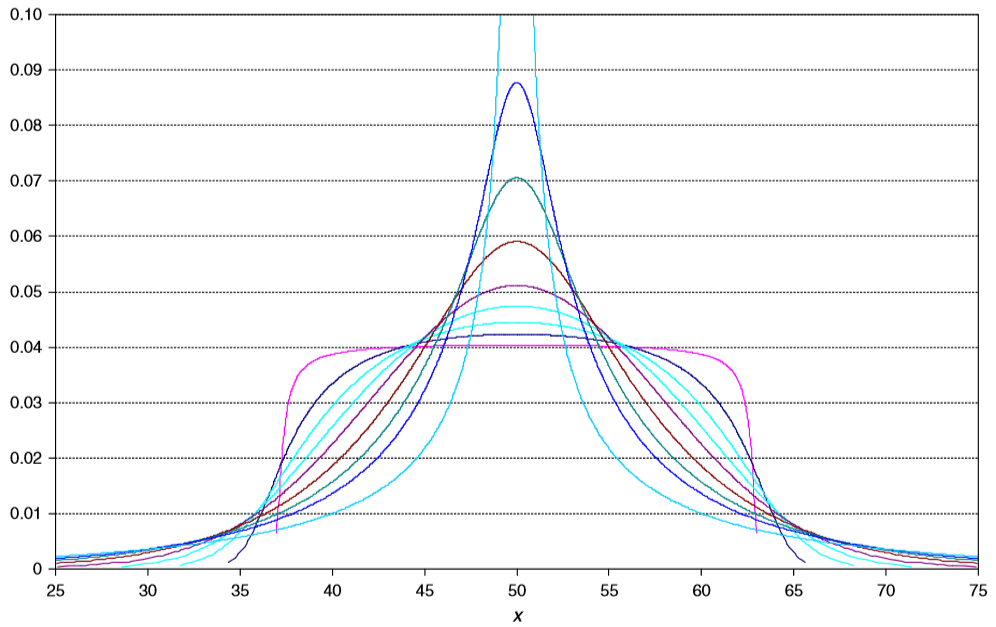
Distribució de metalogs de quatre termes quan.

Les aplicacions on les distribucions de metalogs poden ser útils solen incloure ajustar dades empíriques, dades simulades o quantils obtinguts per experts a distribucions de probabilitat contínues i suaus. Els camps d'aplicació són amplis i inclouen economia, ciència, enginyeria i molts altres camps. Les distribucions de metalog, també conegudes com a distribucions de Keelin, van ser publicades per primera vegada el 2016 per Tom Keelin.
La història de les distribucions de probabilitat es pot veure, en part, com una progressió dels desenvolupaments cap a una major flexibilitat en la forma i els límits a l'hora d'ajustar-se a les dades. La distribució normal es va publicar per primera vegada el 1756, i el teorema de Bayes el 1763. La distribució normal va establir les bases de gran part del desenvolupament de l'estadística clàssica. En canvi, el teorema de Bayes va establir les bases per a les representacions de probabilitat basades en creences en l'estat de la informació. Com que les probabilitats basades en creences poden adoptar qualsevol forma i poden tenir límits naturals, es necessitaven distribucions de probabilitats prou flexibles per adaptar-se a totes dues. A més, molts conjunts de dades empíriques i experimentals mostraven formes que no podien coincidir bé amb les distribucions normals o altres contínues. Així va començar la recerca de distribucions de probabilitat contínues amb formes i límits flexibles.
A principis del segle xx, la família de distribucions de Pearson, que inclou la normal, beta, uniforme, gamma, student-t, chi-quadrat, F i cinc més, va sorgir com un gran avenç en la forma. flexibilitat. Aquests van ser seguits per les distribucions de Johnson. Ambdues famílies poden representar els quatre primers moments de dades (mitjana, variància, asimetria i curtosi) amb corbes contínues suaus. No obstant això, no tenen capacitat per igualar moments d'ordre cinquè o superior. A més, per a una asimetria i curtosi donades, no hi ha cap opció de límits. Per exemple, la concordança dels quatre primers moments d'un conjunt de dades pot produir una distribució amb un límit inferior negatiu, tot i que se sap que la quantitat en qüestió no pot ser negativa. Finalment, les seves equacions inclouen integrals intractables i funcions estadístiques complexes, de manera que l'ajustament a les dades normalment requereix mètodes iteratius.